# متى

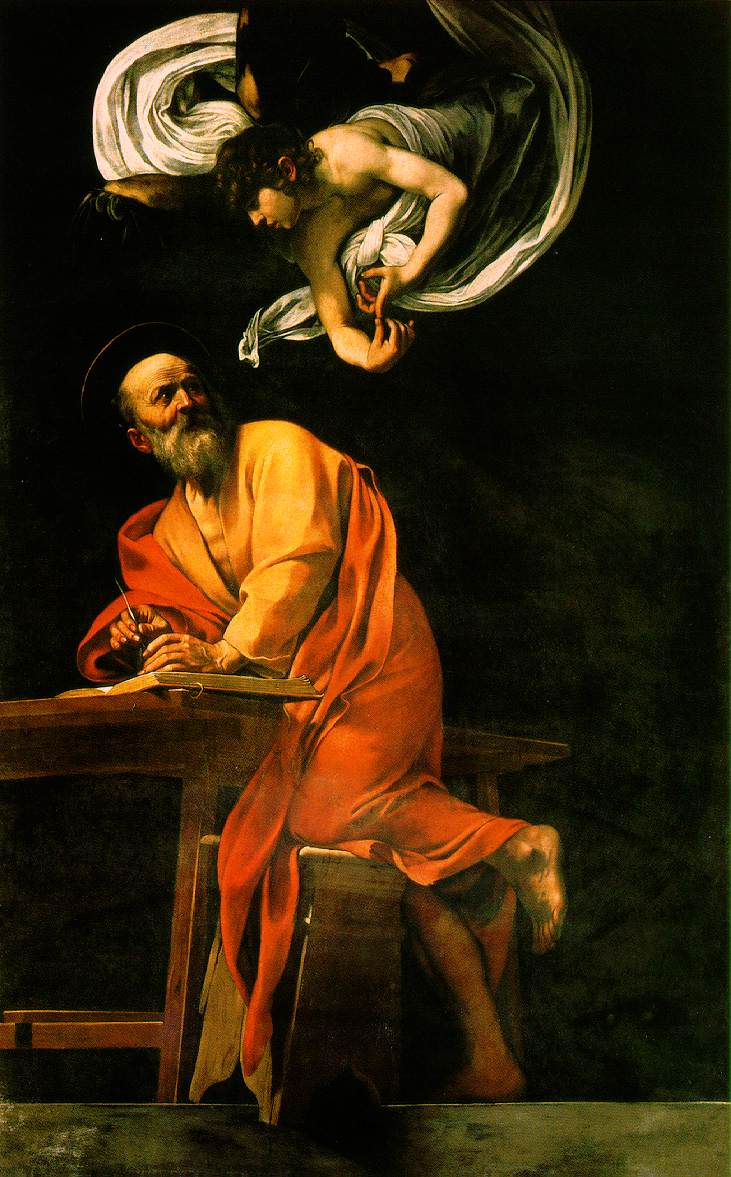
القديس متى يكتب إنجيله بإلهام من ملاك - الرسام الإيطالي كارافادجو

مَتَّى الإنجيلي بالعبرية «מתי ماتاي» ومعناه عطية الله ويعرف أيضا باسم لاوي ومتى العشار، هو واحد من تلاميذ المسيح الإثني عشر كما يعتقد بأنه كاتب الإنجيل الذي ينسب إليه «إنجيل متى» لذلك يلقب بالإنجيلي.

## حياته بحسب الإنجيل
معظم ما نعرفه عنه قادم من الأدبيات المسيحية الأولى خصوصا الأناجيل القانونية الأربعة في كتاب العهد الجديد، والتي تخبرنا بأنه لاوي بن حلفى الذي كان يعمل عشاراً أو جابياً للضرائب في مدينة كفرناحوم، وكان اليهود يحتقرون مهنة الجباية وكل من كان يعمل بها لأنهم كانوا يجمعون ضرائب باهضة لصالح المحتل الروماني.
دُعي باسم لاوي في (لوقا 5 : 27) ودُعي باسم متى في إنجيل مرقس في قائمة أسماء الرسل ثم دُعي أيضا متى في (مرقس 2 : 14)، يشرح بعض علماء العهد الجديد هذه المسألة بأن هذا الرسول كان يُدعى في البدء لاوي ثم بعد أن تلقى دعوة يسوع المسيح ليصبح من تلاميذه قام بتغيير اسمه للدلالة على أنه أصبح إنسانا جديدا غير ذاك العشار المبغوض، ففي ذات اليوم الذي تلقى فيه الدعوة من يسوع أعد متى عشاء كبيرا على شرف يسوع وتلاميذه دعا إليه جميع أصدقائه العشارين ومن المحتمل أنه كان عشاء وداع لحياته السابقة، يروي الإنجيل بأن متى كان جالسا عند مكان الجباية عندما قال له يسوع «اتبعني» فترك متى عندها كل شيء وتبعه.

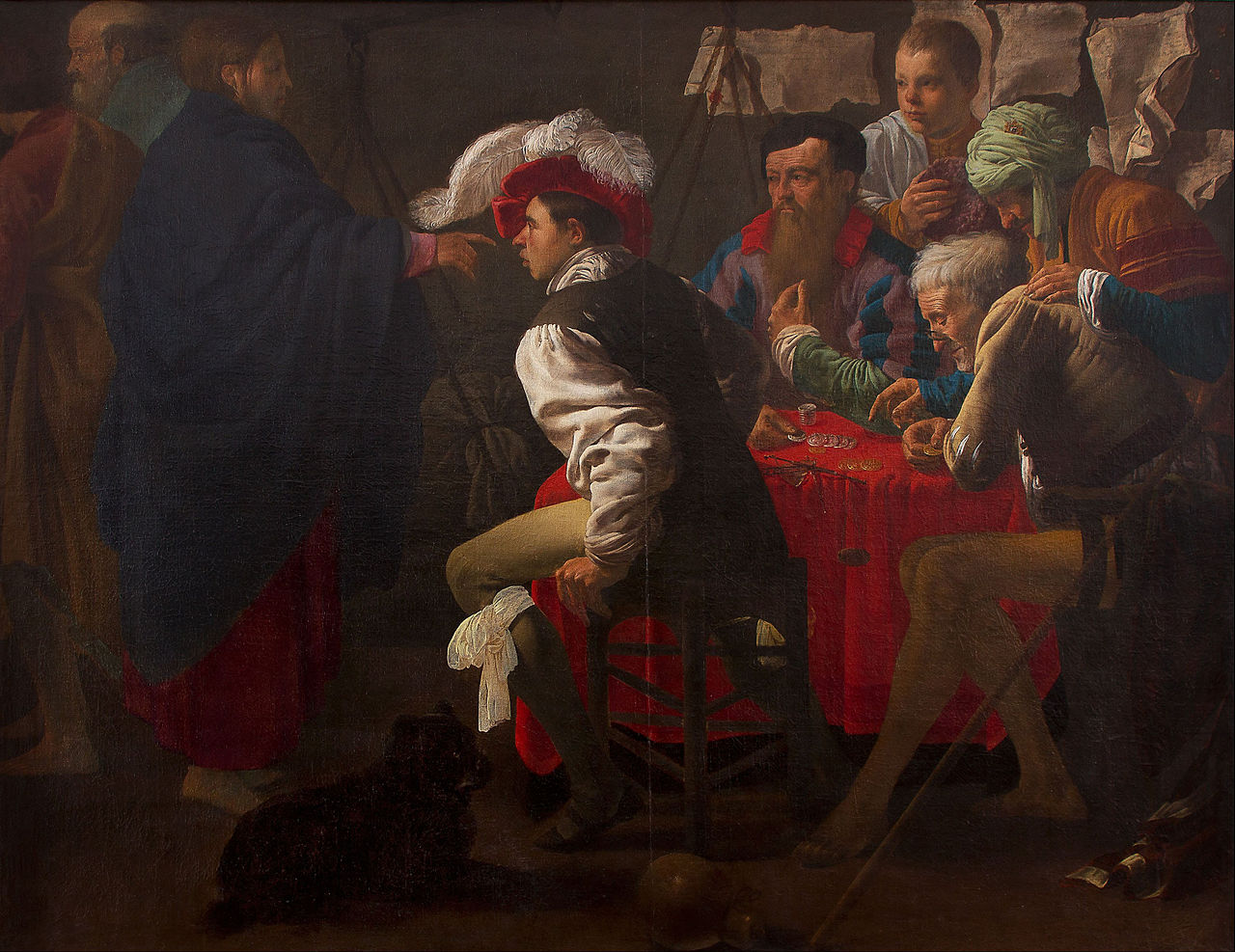
يسوع يدعو متى ليتبعه للرسام الهولندي هندريك تير بروخين

آخر الإشارات إليه في العهد الجديد هي في سفر أعمال الرسل ، وهو التلميذ الوحيد بين الإثني عشر الذي ذكر اسمه في إنجيل توما – أحد الأناجيل غير القانونية - دلالة على أهميته الكبيرة في الكنيسة الأولى.

## موته
لا يعلم بالضبط كيف وأين قُتل متى الإنجيلي ولكن بعض القصص التراثية تروي بأن متى بشر وقُتل في سبيل إيمانه في إثيوبيا، قصص أخرى تحكي أنه قُتل في مدينة هيرابوليس اليونانية – تقع اليوم في تركيا – يؤيد هذه الرواية القديس إيبيفانيوس أسقف قبرص (القرن الرابع) الذي يعتقد بأن متى العشار قُتل في هيرابوليس أما التلميذ الذي استشهد في إثيوبيا هو متياس الذي أخذ مكان يهوذا الإسخريوطي في جماعة الإثني عشر.
كان ما يُفترض بأنه جثمانه موجودا في بلدة كاباتشيو في منطقة كامبانيا الإيطالية وبعد ذلك نُقل إلى مدينة ساليرنو عاصمة كامبانيا في القرن العاشر الميلادي، وهو محفوظ الآن في أحد السراديب الواقعة أسفل إحدى الكاتدرائيات هناك. يعتبر متى الإنجيلي قديسا بالنسبة للكنائس الكاثوليكية والأرثوذكسية على حد سواء كما تعترف بقداسته بعض الكنائس البروتستانتية، يعيد له الأرثوذكس سنويا في تاريخ 16 نوفمبر/تشرين الثاني بينما يعيد له الكاثوليك في تاريخ 21 سبتمبر/أيلول من كل عام.
على غرار باقي الرسل الإنجيليين يصور متى في الإيقونات واللوحات وهو حامل إنجيله أو وهو يقوم بكتابته، اللوحات الثلاثة التي رسمها الفنان الإيطالي كارافادجو تصور حياة الرسول متى والمحفوظة في كنيسة القديس لويجي دي فرانتشوسي في روما تعد علامة بارزة في تاريخ الفن الغربي.

## روابط خارجية
- متى على موقع الموسوعة البريطانية (الإنجليزية)
- متى على موقع قاعدة بيانات برودواي على الإنترنت (الإنجليزية)
- متى على موقع إن إن دي بي (الإنجليزية)
- متى على موقع ديسكوغز (الإنجليزية)